# 麻辣教授
《麻辣教授》（英語：Master）是一部2021年印度泰米爾語動作劇情片，由洛克希·卡納賈拉吉執導並聯合編劇，XB電影創作者（XB Film Creators）和七幕製片室製作，維杰及維傑·西圖帕提領銜主演，其他演員包括馬拉維卡·莫漢南、安德莉亞·傑雷米亞、阿俊·達斯、桑塔努·巴吉雅賈和古莉·G·基尚。電影講述了酗酒教授JD（維杰飾演）的故事。他到一所少年輔育院任職三個月，但發現當地犯罪領袖巴瓦尼（Bhavani，西圖帕提飾演）利用孩子們當成犯案的替罪羔羊後，JD為守護孩子而與對方發生衝突。
洛克希2019年5月向維杰讀本，對方接受後，電影於2019年8月對外宣布。2019年10月展開主要拍攝工作，2020年2月殺青；電影在為期129個工作天跨越德里、孟買、金奈和卡納塔克邦拍攝。正式片名於2019年12月31日宣布，此前以《指揮官64》（Thalapathy 64）暫稱。《麻辣教授》最初計劃2020年4月9日在影院上映，但因印度的COVID-19疫情而延期，製片方不願直接上線任何串流媒體服務。幾個月後，本片在2021年1月13日（即龐格爾節前一天）上映。本片也成為院線首映後最快登陸數位平台的泰米爾語電影，從院線放映到上線Amazon Prime Video僅相隔16天。
《麻辣教授》在影評界口碑褒貶不一。本片為首部在上映時登上全球票房第一的印度電影。不考慮院線上映的分散及早期的數位首映，本片的票房收入約22億至30億盧比，在泰米爾電影票房史上名列前茅。許多產業分析師和放映商稱讚，《麻辣教授》的團隊重振了因疫情而損失重大的泰米爾納德邦戲院業。

## 劇情
2002年，納蓋科伊爾的17歲男孩巴瓦尼目睹家人被父親的競爭對手謀殺。他被迫承擔責任，被關進少年輔育院並遭受虐待。結果，他養成了冷酷無情、傲慢的性格。幾年後，巴瓦尼被放出來，成為卡車和貿易業務的負責人。巴瓦尼成為令人畏懼的幫派分子，並強迫拘留所的囚犯為自己頂罪。勢力逐漸龐大後，巴瓦尼殺死了父親的對手。
2019年，JD是金奈一所大學的教授，憑藉善待學生的態度而深受他們喜愛，但受到同事的強烈厭惡，並長期深陷酗酒習慣之中。大學新聘的講師查魯拉妲·「查魯」·普拉莎是唯一同情JD的人。JD決定維持學生選舉，並承擔了責任。雖然選舉起初取得了成功，但學校遭到了對結果不滿的外來暴徒們攻擊。JD為此動亂負責，被分配到少年輔育院教書三個月，監獄當局警告他此地毒品濫用且暴力猖獗。
兄弟檔學生薩巴里和馬尼坎丹被迫替剛殺死人的巴瓦尼頂罪，於是在JD睡覺時塞了一張紙條，並在當晚致電給他，但JD喝得爛醉而未接電話。巴瓦尼逮到了兄弟檔並殺死了他們，第二天他們的屍體被發現掛在輔育院教室的天花板上。JD因謀殺罪被拘留；悲痛欲絕的查魯責備JD的疏忽，並透露是自己為他報名了這份工作，相信他是唯一能夠了解囚犯需求的老師。她透露自己是名非政府組織人員，正在調查該設施中發生的犯罪行為；兄弟倆拼命聯絡她尋求協助。在拘留期間，JD發現了兄弟倆的紙條，其中詳細描述了輔育院內發生的可怕活動。JD傷心欲絕，毆打了巴瓦尼派去殺害他的暴徒，並致電給巴瓦尼，承諾讓對方為男孩們的死付出代價。
JD戒酒後，慢慢控制了輔育院，並開始改造囚犯。他的行為遭到負責控制年幼孩子的成年囚犯達斯的反對。在年幼囚犯烏迪亞爾的透露下，JD發現巴瓦尼經常讓囚犯承擔他的罪行。他錄製了包括烏迪亞爾在內，年輕囚犯講述達斯在監獄中犯罪的影片。巴瓦尼的暴徒瞄準了查魯，並從她身上取回了影片。烏迪亞爾透露，部分囚犯身上紋有泰米爾字母「ப」（Pa），得以從巴瓦尼的同夥那獲得免費食物和毒品。
JD突襲了巴瓦尼的相關合作者並切斷了設施內的毒品供應，更潛入巴瓦尼的藏身處，威脅對方及其手下，同時在不知情的情況下用原子筆挾持著巴瓦尼。巴瓦尼展開報復，殺死了JD的幾名大學同學和學生，令JD悲慟不已。達斯綁架了大部分囚犯，打算將他們連同巴瓦尼的資產一起帶出泰米爾納德邦。在JD的朋友兼弓箭手瓦娜希的幫助下，JD擊敗了達斯的手下並救出了孩子們。然後，他與達斯對峙，提醒對方是巴瓦尼和輔育院犯罪之間的聯繫，巴瓦尼可能會將他滅口。達斯改變想法，並將JD及孩子們運送到巴瓦尼的肉品加工廠。
隨後，JD的猜測驗證，巴瓦尼打算殺了達斯，但達斯制伏了即將殺死自己的暴徒，而JD則與巴瓦尼對決。JD最終擊敗了巴瓦尼；巴瓦尼說服JD加入自己的政治之路，但JD殺死了對方，為薩巴里和馬尼坎丹的死報仇。孩子們安全後，JD和達斯向警方自首。輔育院被政府關閉，囚犯依據年齡被送往其他拘留設施及州立監獄。JD、達斯和輔育院中的其他成年囚犯被送往另一所監獄，他們打算改造那裡的囚犯。

## 演員
- 維杰飾演約翰·「JD」·杜拉拉吉（John "JD" Durairaj）[13]
- 維傑·西圖帕提飾演巴瓦尼（Bhavani）[14]
  - 馬亨德蘭飾演年少的巴瓦尼
- 馬拉維卡·莫漢南飾演查魯拉妲·「查魯」·普拉莎（Charulatha "Charu" Prasad）[15]
  - 拉維娜·拉維（英语：Raveena Ravi）配音查魯拉妲·「查魯」·普拉莎
- 安德莉亞·傑雷米亞（英语：Andrea Jeremiah）飾演瓦娜希（Vanathi）
- 阿俊·達斯飾演達斯（Das）
- 桑塔努·巴吉雅賈（英语：Shanthanu Bhagyaraj）飾演巴爾加夫（Bhargav）
- 古莉·G·基尚（英语：Gouri G. Kishan）飾演薩維莎（Savitha）[16]
- 納薩爾（英语：Nassar (actor)）飾演學院的創辦人／JD的導師（嘉賓演出）
- 阿扎甘·佩魯馬爾（英语：Azhagam Perumal）飾演大學校長
- 西比·布瓦納·錢德蘭（英语：Ciby Bhuvana Chandran）飾演斯里（Sri）
- 拉米亞·蘇布拉曼尼安（英语：Ramya Subramanian）飾演拉米亞（Ramya）
- 阿倫·亞歷山大（英语：Arun Alexander）飾演艾薩基（Essaki）
- 拉加·拉尼·潘迪安（Raja Rani Pandian）飾演阿魯木甘警官（P.C Arumugam）[17]
- 赛·达希纳（英语：Sai Dheena）飾演達希納（Dheena）[18]
- 拉梅什·西拉克（英语：Ramesh Thilak）飾演少年輔育院獄卒[19]
- 馬修·瓦爾蓋斯（Mathew Varghese）飾演馬修（Mathew）[20]
- 卡利亞尼·納塔拉詹（英语：Kalyani Natarajan）飾演教授[21]
- 桑達莉亞·巴拉·南達庫馬（英语：Soundarya Bala Nandakumar）飾演大學教授[22]
- 林圖·羅尼（英语：Lintu Rony）飾演大學教授[23]
- 迪納飾演囚犯[24]
- 烏達亞拉吉（英语：Udayaraj）飾演囚犯[25]
- 普瓦亞爾（英语：Poovaiyar）飾演烏迪亞爾（Undiyal）[26]
- 桑吉夫（英语：Sanjeev Venkat）飾演JD的朋友
- 斯里曼（英语：Sriman (actor)）飾演JD的朋友
- 斯里納特（英语：Srinath (Tamil actor)）飾演JD的朋友
- 普雷姆·庫馬爾（英语：Prem Kumar (Tamil actor)）飾演普雷姆（Prem）[27]
- 納根德拉·普拉薩德（英语：Nagendra Prasad）飾演JD的朋友[28]
- 布里吉達·薩加（英语：Brigida Saga）飾演薩維莎的朋友（鏡頭刪減）[29]

瓦桑蒂（Vasanthi）於歌曲〈老師登場〉以舞者身份演出。導演洛克希·卡納賈拉吉和聯合對白作家拉塔納·庫馬爾在片尾片段中客串扮演囚犯。

## 主題及影響
影評人蘇迪爾·斯里尼瓦桑（Sudhir Srinivasan）指出《麻辣教授》參考了數部電影：《無聲交響曲》（1986年）、《愛情城堡》（1996年）、《7G彩虹殖民地》（2004年）、《永恒父爱》（2008年）和《夢幻青春》（2015年）等。這些電影中的部分橋段與JD成為酒鬼的原因相似。但在片中，有角色提及JD是塞爾瓦姆教授（Professar Selvam）的學生，正好與卡茂爾·哈桑在《我們的一員》（1994年）中飾演角色的同名同職業，JD將他視為榜樣，在失去導師後變得酗酒。許多報導聲稱本片的靈感來自韓國電影《熔爐》（2011年），但編劇龐·帕蒂班（Pon Parthiban）表示本片取自真實故事，參照對象是自己熟悉的一個人。維杰的角色及登場片段靈感源自《玩命再劫》（2017年），其中寶貝（Baby，安索·艾格特飾演）一角沉溺於音樂之中，與JD在片中的舉止相同。JD的另一靈感來自克林·伊斯威特在《無名客三部曲》中的角色，當中的主角不打算講述自己的背景故事。
許多影評人稱讚導演洛克希·卡納賈拉吉將維杰塑造成「帶缺陷的英雄」，而非「完美無瑕的商業明星」。The News Minute網站的巴拉蒂·辛格維爾（Bharathy Singaravel）撰文分析了維杰角色的形象，以及片中的日常政治議題參考，但也表示「政治議題與維杰的角色一樣帶有缺陷」。JD被塑造成孤獨且憂鬱的酒鬼，也是只有受人求助時才會伸出援手的人，而維傑·西圖帕提的角色巴瓦尼（Bhavani）則無論本性多麼邪惡，仍敬畏上帝、不喜歡吸毒和酗酒。本片使用約瑟夫·坎伯著作《英雄之旅》中提出的經典公式，其中包括為英雄設定一項任務並將其完成。在《麻辣教授》中，主角的缺陷遍布全片並成為主軸；相較之下，其他多數巨星主演的電影通常只會表現出主角的優點，而非軟肋或缺陷。
洛克希在接受Film Companion South網站的巴拉德瓦吉·蘭甘採訪時，證實本片與《我們的一員》的引用，以展現身為哈桑粉絲的自豪斯里尼瓦桑藉由電影《魔高一尺，道高一丈》（2015年），點出了維杰與西圖帕堤的新黑色人物塑造，並表示：「本片不斷在他們各自過的生活之間穿插，即使稱不上有條不紊，但最終仍使兩人狹路相逢。」洛克希坦言，想完全按照自己的風格來拍《麻辣教授》，維杰對此表示同意，但考量到維杰的明星地位及價值，他在本片仍將自己和維杰的風格各占一半。

## 製作

### 發展

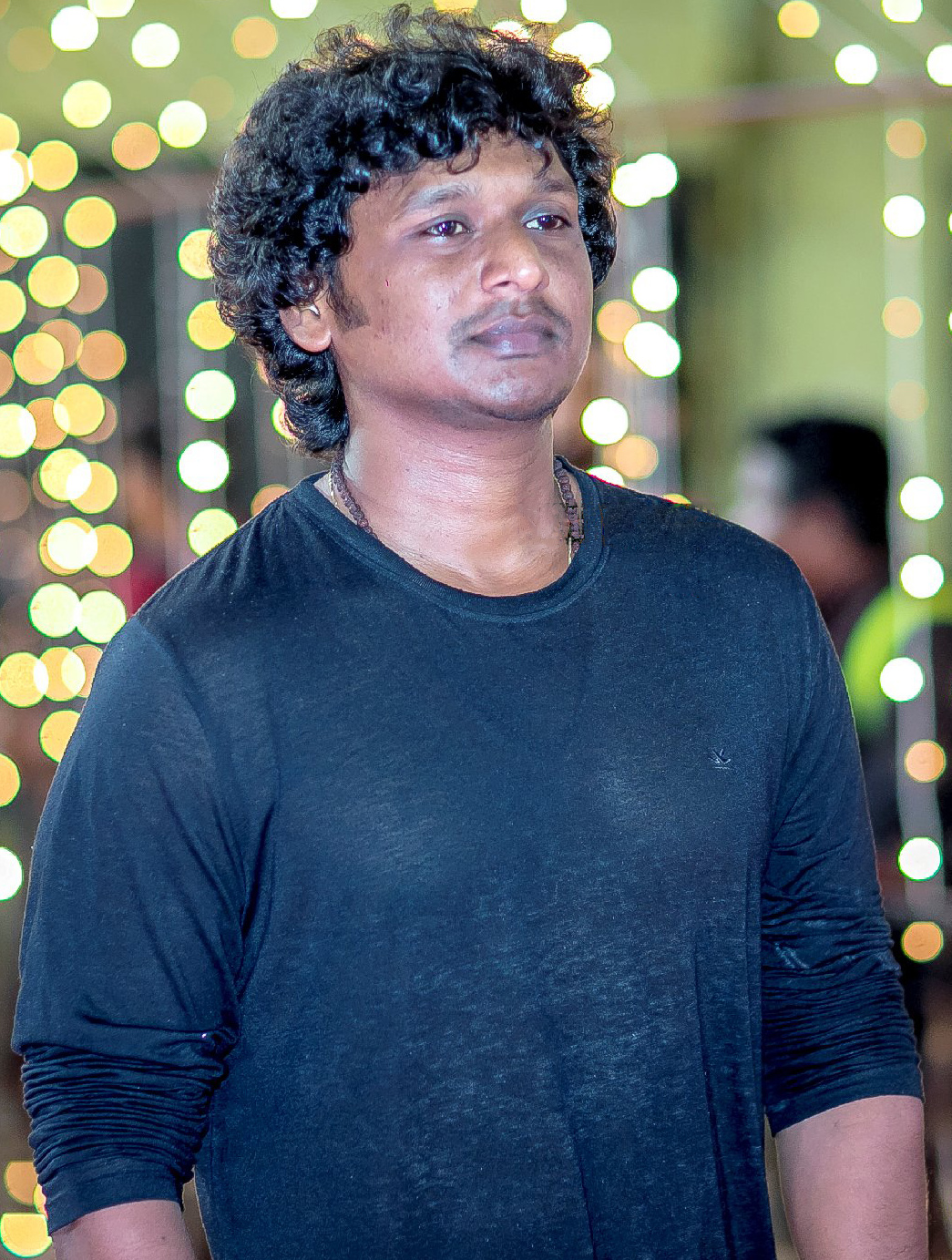
本片導演洛克希·卡納賈拉吉

2019年3月，有消息稱，維杰繼《球神比吉爾》（2019年）之後，將與莫漢·拉賈的下一部電影合作。據2019年5月的報導，維杰也將與洛克希合作，製作維杰主演的第64部電影。電影由澤維爾·布里托（Xavier Britto）製片；布里托也是維杰的親戚，為他製作了均由維杰之父S·A·錢德拉塞卡執導的三部電影：《森圖拉潘迪》（1993年）、《崇拜者》（1994年）及《德瓦》（1995年）。據2019年5月22日的報導，洛克希已向維杰讀本，對方將此劇本列為首要項目，並為本片提交了一份為期120天的通告單。布里托2019年8月24日正式宣布此消息，洛克希執導的本片確認為維杰的第64部作，並由布里托新成立的XB電影創作者（XB Film Creators）公司製作。七幕製片室的拉利特·庫馬爾（Lalit Kumar）與維杰的經紀人賈格迪什·帕拉尼薩米（Jagadish Palaniswamy）共同製作了本片。隨著這一消息的發布，部分將參與本片的工作人員名單洩露，如擔任音樂總監的阿尼魯德·拉維昌德，以及擔任特技指導的席爾瓦；沙迪亞·蘇利安和普洛明·拉傑分別擔任攝影指導及剪輯師，此前他們曾合作過導演的前作《機關槍囚徒》（2019年）。電影起初暫稱為《指揮官64》（Thalapathy 64，意為維杰主演的第64部電影），正式片名《麻辣教授》（Master）2019年12月31日公開。

### 選角
2019年9月，西圖帕堤被媒體宣布將在片中飾演反派。馬拉維卡·莫漢南在10月被媒體宣布為女主角，同時新增的演員包括桑塔努·巴吉雅賈和安東尼·瓦格希斯，瓦格希斯將藉此首次參演泰米爾電影。瓦格希斯後來以日程安排為由退出，曾參演《機關槍囚徒》的阿俊·達斯取代之。安德莉亞·傑雷米亞也在同月簽約出演。布里吉達·薩加和古莉·G·基尚隨後加入演出陣容。拉米亞·蘇布拉曼尼安於本片的第二拍攝行程加入劇組。其他演員包括納薩爾、桑吉夫、斯里納特、普雷姆·庫馬爾、納根德拉·普拉薩德、馬亨德蘭等。拉維娜·拉維為馬拉維卡·莫漢南配音。演員卡希爾之父憑藉本片首次參演電影。2021年1月，據報導，在西圖帕堤最終確定出演本片前，納尼和馬德哈萬曾與片方接洽扮演反派。蘇雷卡·瓦尼（Surekha Vani）也拍攝了幾場戲，但其鏡頭皆未包含在最終剪輯中。

### 拍攝

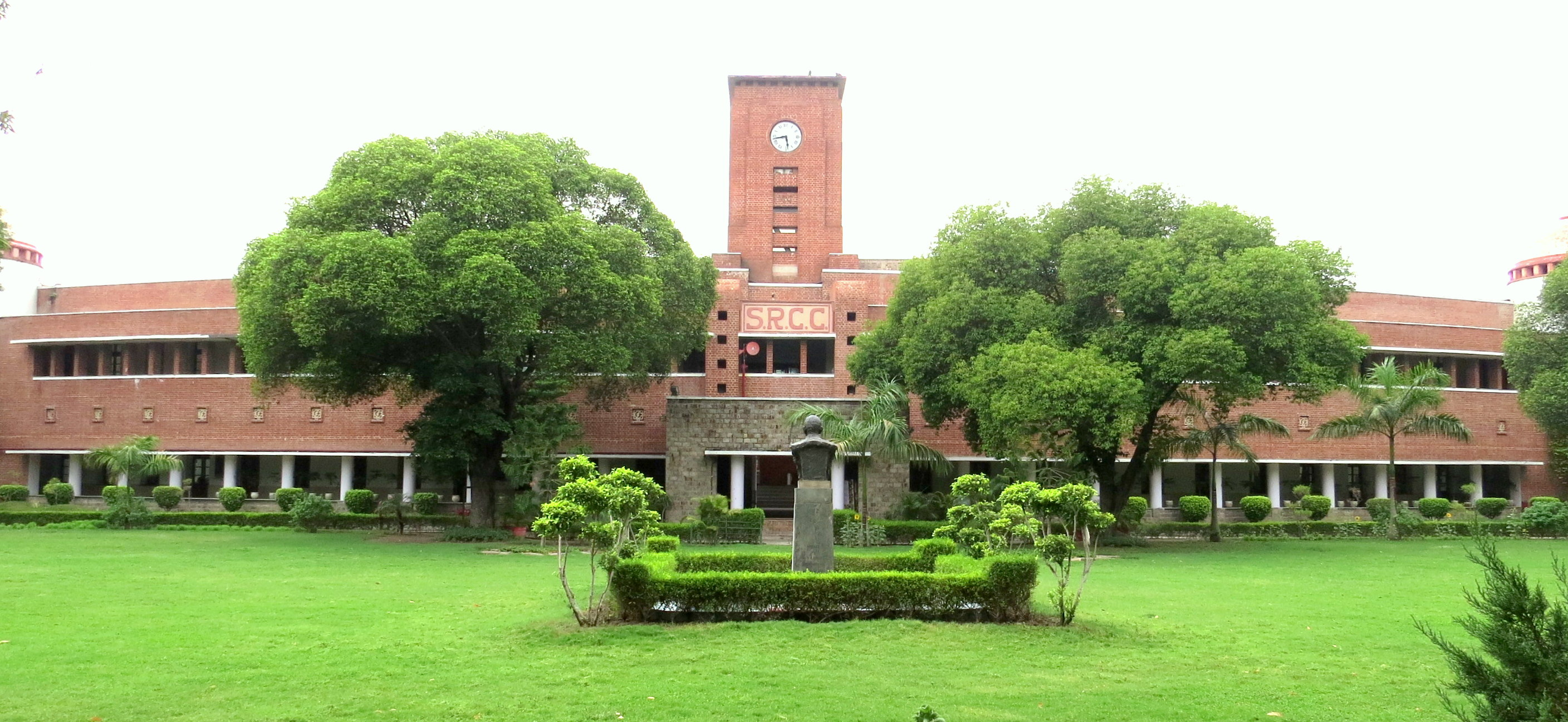
電影取景的什里·拉姆商學院

電影在2019年10月3日的供奉儀式後展開主要拍攝，演員和工作人員皆出席了活動。10月4日，拉塔納·庫馬爾在推特上發文稱，自己正與洛克希共同撰寫本片的劇本。曾與洛克希合作《機關槍囚徒》的編劇龐·帕蒂班回歸，與洛克希及庫馬爾共同撰寫劇本。電影的首趟拍攝行程在金奈展開，為期15天。首趟拍攝行程完成後，劇組在德里安排了為期20天的拍攝。維杰和劇組2019年11月前往德里進行二次拍攝。劇組在什里·拉姆商學院北校區拍攝歌曲片段，片場側拍照在網路上流傳開來。電影拍攝一度因德里的空氣汙染而暫緩。在電影拍攝地的幾張照片洩露後，劇組根據數字千年版權法（DMCA）要求散布者將照片刪除。
德里行程結束後，劇組前往卡納塔克邦希莫加縣拍攝了維杰和西圖帕堤的幾場重頭戲。但劇組計劃在此前回到金奈拍攝幾場戲。巴吉雅賈和西圖帕提2019年12月前往希莫加。藝術總監薩蒂什·庫馬爾（Satheesh Kumar）在受訪時表示，拍攝過程中搭建了超過15座佈景，其中包括泰米爾電影中首次使用的地鐵列車佈景。劇組在內維利褐煤公司（NLC）拍攝西圖帕提和維杰的打鬥場面。但拍攝因故被兩次中斷，一次是維杰2020年2月5日因涉嫌逃稅問題被所得稅官員傳喚，另一次是印度人民党2月7日在NLC前抗議。本片2020年2月拍攝完成，歷時129個工作天。安德莉亞和維杰為了扮演片中的角色，都接受了射箭訓練。電影片尾字幕中，洛克希與庫馬爾客串演出的部分鏡頭由維杰執導，成為維杰出道以來首次嘗試執導。

### 後期製作
《麻辣教授》的後製工作2020年3月展開，即拍攝完成後不久，但受到印度的COVID-19封鎖而暫停。泰米爾納德邦政府2020年5月批准本片恢復後製工作，成為少數的復工電影之一。劇組表示，除2020年5月11日恢復剪輯工作外，包括配音在內的整體後製工作均在封鎖前完成。作曲家阿尼魯德·拉維昌德在推特上聲稱，已展開本片的電影配樂工作。
電影起初的最終剪輯的長度為181分鐘，2020年12月14日發送給中央電影認證委員會（CBFC）。電影含有暴力及血腥鏡頭而被CBFC人員授予U/A證書（含有輕度的成人內容，不適合12歲以下的兒童在沒有父母陪同的情況下觀看）。片方2020年12月24日透過社群媒體發布推文正式披露了這項消息。審查後，片長最終定為179分鐘。有報導稱，電影的未審查版本將在數位版釋出，當中包含少許院線版未有的鏡頭。之後，數位媒體公司網站LetsOTT聲稱，本片的數位版不包含刪減鏡頭，但該版本不會刪除辱罵台詞。2021年2月，本片的一支四分鐘刪減鏡頭在網上釋出。

## 音樂
電影的原聲專輯和背景音樂由阿尼魯德編構，歌詞由阿倫拉賈·卡馬拉吉、加納·巴拉坎德（Gana Balachandar）、阿里烏、維涅什·希萬、維什努·埃達萬（Vishnu Edavan）和比約恩·蘇拉奧編寫。專輯收錄了八首曲目，其中三首單曲——〈小故事〉、〈老師登場〉及〈老師突襲〉（Vaathi Raid）在電影上映前對外發表。電影音樂發表會2020年3月15日在金奈新德里里拉皇宮飯店舉行，並透過太陽電視台現場直播。雖然原聲帶的曲目已全部發表，但官方又釋出了〈老師卡巴迪〉（Vaathi Kabaddi）及〈教授專家〉（Master the Blaster）這兩首歌曲當作專輯擴展。截至2021年4月，該原聲帶在所有音樂串流平台上的播放量超過50億次。

## 發行

### 院線
《麻辣教授》2021年1月13日在印度上映，即龐格爾節前一天；泰米爾納德邦放映戲院達一千多家。電影原定2020年4月9日上映，但隨著首席部長埃達帕迪·K·帕拉尼斯瓦米為了遏制COVID-19疫情的傳播，令泰米爾納德邦政府宣布關閉戲院，導致本片被無限延期。導演、製片人和其他技術人員保證，「大銀幕體驗而生」的本片勢必會在院線發行。此期間有傳言稱，電影將於排燈節（2020年11月14日）上映，此前泰米爾納德邦政府允許戲院在該節日前四天（即11月10日）重新開放，但並未實現。本片的擱置導致維杰首次有一個年份內沒有推出任何作品。2020年11月28日，片方發表了一份新聞聲明，駁斥了在任何OTT媒體服務上發行《麻辣教授》的傳言，重申電影仍選擇院線上映；電影業因疫情而遭受了前所未有的損失，此項決定對於行業的復興至關重要。
2020年12月，發行方正式宣布本片將於2021年1月13日上映。此外，泰盧固語、卡納達語和馬拉雅拉姆語配音版本也將同步發行。但唯獨馬拉雅拉姆語版本並未依據消息在院線上映。《麻辣教授》的泰盧固語版本在安得拉邦和特倫甘納邦的600家戲院上映。電影在喀拉拉邦的200家影院上映，成為當天重新開放後首部放映的片子。喀拉拉邦電影商會（Kerala Film Chamber of Commerce，KFCC）與首席部長的會議順利，當地戲院得以開放，但仍遵循COVID-19協議而產生部分限制，如整間影廳只能坐滿一半人，且觀眾間需保持距離。但戲院業主提出的救濟方案和免稅都未被喀拉拉邦政府採納，導致戲院的開放受阻。但此前，中央政府允許在2020年10月中旬恢復開放戲院。電影1月7日起在泰米爾納德邦的限定戲院開放預售；依據預售額，首映週末票房創下歷史新高。
因《麻辣教授》的配音版本在印度北部的需求，製片方正式宣布發行印地語版本，命名為《維杰之麻辣教授》（Vijay The Master），排定2021年1月14日發行，遍及北印度戲院。泰米爾語、泰盧固語和印地語版本在印度中部、拉賈斯坦邦、德里、北方邦和旁遮普邦額外獲得了500個大銀幕。受限COVID-19影響，本片未在英國和加拿大上映。

### 發行商
《麻辣教授》的預發行業務包括院線、海外、衛星、數位、音樂和配音版權，在COVID-19疫情之前以20億盧比的價格出售。臨近上映時，則有消息傳出本片的預發行業務交易達15.83億盧比。本片的製片商七幕製片室也負責全球發行，負責將版權出售給其區域級發行商：施里賽聯合（Shri Sai Joints，蒂魯內爾維利和科摩林角）、蘇什瑪電影藝術家（Sushma Cine Arts，馬杜賴）、加大上限電影（Plus Max Films，蒂魯吉拉伯利和坦贾武尔）、斯里拉傑電影（Sri Raj Films，塞勒姆）、坎薩薩米藝術電影發行商（Kanthasamy Arts Films Distributors，哥印拜陀）、5星森希爾（5 Star Senthil，北阿尔果德及南阿尔果德）、奉獻影業（Dhanam Pictures，琴格阿尔帕图）、斯里卡帕卡甘尼薩電影迴路（Sri Karpaga Vinayaga Film Circuits，金奈）。普利特維拉·薩庫馬蘭旗下的普利特維拉製片公司（Prithviraj Productions）購入了本片在喀拉拉邦的發行權。迪拉吉企業（Dheeraj Enterprises）和分別獲得了卡納塔克邦和安得拉邦-特伦甘纳邦地區的發行權，印度聯合出口商（United India Exporters）與馬利克串流（Malik Streams）則取得了海外版權。印地語和北印度發行權被出售給B4U電影公司（B4U Motion Pictures）。Lotus Five Star購入了馬來西亞和新加坡的經銷權。

### 行銷
本片的首支預告片2020年11月14日在排燈節發表，超過5000萬次觀看，成為觀看次數最多的預告片，也是最受歡迎的南印度電影預告片；直到被《科拉爾金礦2》（2021年）的預告片打破紀錄，該片在發布24小時內觀看次數超過7800萬次。《麻辣教授》的泰盧固語版預告片於2020年12月17日發表，印地語版本的預告片《維杰之麻辣教授》於2021年1月7日發表。
為了搭配宣傳，宣傳團隊與推特合作，2021年1月1日元旦推出了新的表情符號。2020年12月下旬，宣傳團隊與西萊雕塑（Silaii Sculptures）合作，成為電影官方商品的合作夥伴，推出了根據維杰在片中造型的半身樹脂雕像。隨後，於2021年1月公開了《麻辣教授》的官方週邊商品。2021年1月8日，片方在海得拉巴舉辦了一場預映活動，以宣傳電影的泰盧固語版本。

### 家用媒體
串流媒體Amazon Prime Video以5.15億盧比的價格取得本片的數位版權，排定2021年1月29日首度上線，即院線上映的16天後。印地語配音版的數位及衛星版權由Zee頻道取得，2021年3月15日首播。

## 反響

### 票房
《麻辣教授》首映當天，在泰米爾納德邦的票房收入達2.5億盧比，其中金奈戲院的票房為1210萬盧比。製片人S·澤維爾·布里托透過製片公司的推特帳戶正式證實了首日總收入。本片在卡納塔克邦獲得了4300萬盧比，在安得拉邦-特伦甘纳邦地區獲得了9400萬盧比，在喀拉拉邦獲得了3100萬盧比，而在印度其他地區共獲得了700萬盧比，全國總計4.04億盧比。印度上映第二天，本片又取得了2.1億盧比，總收入突破了5億盧比，在泰米爾納德邦的票房收入也達到了1.4億盧比，該邦的總額超過4億盧比。全球票房收入達11億盧比，三天內突破10億盧比大關，泰米爾納德邦票房也在第三天累積超過5億盧比。在最後一次放映過後，《麻辣教授》在泰米爾納德邦的票房突破14.5億盧比。
首週票房結算時，《麻辣教授》在上映九天內全球達14億盧比。電影在安得拉邦和特倫甘納邦表現出色，前三天就獲得了9200萬盧比的票房收入。印地語配音版則取得了9000萬盧比。本片在金奈市票房超過1億盧比，並輕易超越花了33天在該市取得1.15億盧比的維杰電影《幽靈火花》（2016年）。最終，電影在泰米爾納德邦的票房達8億盧比，超越了此錢的紀錄保持者《巴霍巴利王：磅礡終章》（2017年，7.8億盧比）。
《麻辣教授》自此成為阿拉伯聯合大公國票房最高的電影，兩天內票房收入140萬美元，超過《神力女超人1984》和《TENET天能》。據Deadline Hollywood網站報導，本片自上映以來，成為疫情後全球上映規模最大的電影，也是國際市場票房最高的電影，並在上映時位居全球票房榜首。《麻辣教授》也成為首部在上映時佔據全球票房第一的印度電影。其他市場的票房包括：澳大利亞的4600萬盧比、紐西蘭的900萬盧比、新加坡的8000萬盧比、美國的3300萬盧比、阿聯酋和中東的1.9億盧比，其他地區則獲得了8000萬盧比。
《印度快報》報導，《麻辣教授》全球票房收入達22億盧比。據Box Office India網站，本片在全球上映期間獲得了23億盧比的票房，在疫情之後仍是印度票房收入最高的電影，直到被同年11月上映的《反恐追緝令》超越。《今日印度》報導本片的全球票房為25億盧比；而The News Minute的數據顯示，全球票房達30億盧比。業界分析人士表示，本片受到疫情影響，收益無法與維杰的《球神比吉爾》或先前其他任何一部電影相提並論。

### 評價
《麻辣教授》的整體口碑在影評界褒貶不一；觀眾反響則較佳，在爛番茄網站上的觀眾評分為4.4／5，新鮮度達89%。
《印度時報》的M·蘇甘斯（M Suganth）給予本片3.5星評價（滿分5星），稱「維杰與維傑·西圖帕提魅力十足的表演令我們目不轉睛。」Sify網站的LM·考希克（LM Kaushik）同樣打出3.5星（滿分5星），並在影評中寫道：「《麻辣教授》是部截然不同的維杰、洛克希電影；藉此，指揮官維杰蒸蒸日上，洛克希也在『大眾英雄』類型中佔有一席之地。雖然存有節奏和片長問題，但『JD』維杰及『巴瓦尼』維傑令這一切變得值回票價。」《印度教徒報》的S·斯里瓦贊（S. Srivatsan）認為雖然電影「略顯拖沓、乏味」，但打破了往常維杰電影的幾項「公式」。第一邮报網站的蘭賈尼·克里希納庫瑪（Ranjani Krishnakumar）打出2.5星（滿分5星）的評價，並寫道：「不幸的是，《麻辣教授》可謂那種想講的東西太多，卻除了裝飾英雄之外幾乎無法講好任何一樣的電影。」
新德里电视台的賽巴爾·查特吉批評了片長，但在評論中寫道：「《麻辣教授》確實太長了，但維杰與維傑·西圖帕提的組合絕佳。在阿尼魯德·拉維昌德精彩配樂的鼓舞下，存在種種缺陷的本片敏銳地意識到自己有明星力量能加以利用，成效大多符合期望。」《今日印度》的賈納尼·K（Janani. K）稱洛克希的劇本「無聊」，並批評了近三個小時的片長，但稱維杰的演出了帶有缺陷的角色，比他通常扮演「揮舞社會意識旗幟的正義之人」的角色這點有所改進，同時讚揚了配樂。《印度快報》的馬諾傑·庫馬爾·R（Manoj Kumar R）給出本片2.5／5星，並寫道「《麻辣教授》不夠維杰也不夠洛克希·卡納賈拉吉，更不是拍出《神鬼大都會》及《機關槍囚徒》而該有的洛克希品質。洛克希自我施加的限制及為粉絲服務的義務削弱了本片的影響力，他用了那麼多優秀人才卻僅僅是塞進來，在無法推動故事發展的構想上浪費資源。」
The Quint網站的卡蒂克·克拉馬魯（Karthik Keramalu）為本片打出2／5星的評價，並認為「即使《麻辣教授》缺少一些不合邏輯的元素，仍不足以煥然一新。若整部電影都以巴瓦尼為主，那可能有趣多了！」網站的巴拉德瓦吉·蘭甘在影評中寫道：「我們中的一部分人在等著觀看部『洛克希·卡納賈拉吉電影』，還有另一部分人等著『維杰秀』上演，本片在這方面平衡地不錯。」Deadline Hollywood的安娜·史密斯（Anna Smith）評論稱：「《麻辣教授》的授課方式可能很嚴厲，但其魅力足以幫助你苦盡甘來。」

### 獎項
《麻辣教授》入圍了四項大獎的多項提名，涵蓋南印度電影觀眾獎、阿南達·維卡坦電影獎、南印度國際電影獎及愛迪生獎。

## 爭議
《麻辣教授》因多次爭議而登上新聞，首次是2020年2月5日印度所得稅部（ITD）懷疑維杰逃稅而對他的住所進行突擊搜查。2020年2月7日，印度人民黨成員聚集在內維利褐煤公司（NLC）門前抗議。印度正值的COVID-19疫情封鎖。起初，泰米爾納德邦政府允許片方在戲院以100%的座位容量上映本片，即將上映的其他泰米爾電影比照辦理，但此時的確診數仍在攀升。印度中央政府針對泰米爾納德邦政府批准電影100%座席上映的決定發出反對令。不久後，泰米爾納德邦戲院的座位數被縮減至50%。2021年1月12日上映前一天，部分電影片段被少數匿名人士在社群媒體上洩露。《麻辣教授》2021年1月29日在串流媒體Amazon Prime Video上線，即院線上映後的16天內，這在印度電影中尚屬首次。戲院業主不滿，此舉將加快盜版的產生，而威脅到生意。

## 影響
《麻辣教授》雖然經歷延期，但在第一郵報網站和《印度快報》的文章中被列為2020年最受期待的泰米爾電影。在印度推特的一份調查報告中，本片位居推文最多的電影主題標籤榜首。在名為的標籤中，維杰與粉絲在內伊韋利的拍攝地發表了自拍，成為2020年印度轉發次數最多的推文。《麻辣教授》是COVID-19封鎖後上映的首部印度主流電影，被許多著名的產業分析師看好。上映前，本片於電影網站BookMyShow的票房收入增長了80%，超越了《球神比吉爾》。
丹努什在推特上發布了《麻辣教授》的院線上映消息，要求粉絲在觀影時遵守安全預防措施。西蘭巴拉桑在自己電影《埃斯瓦蘭》 （2021年）的音樂發表會上也同樣呼籲，要求影迷在戲院觀影時遵循必要的安全準則。導演邁辛、演員拉德西卡及多家片商讚揚了本片在院線上映的決定。演員維尼特·斯里尼瓦桑、卡尔娅妮·普瑞娅妲珊和普拉納夫·莫罕拉爾都給予本片正面的評價。獨角喜劇演員兼演員卡蒂克·庫馬讚賞了本片及維杰，更認為維傑·西圖帕提在片中表現良好。
印度板球運動員拉維錢德蘭·阿什溫讚揚了本片以及維杰與維傑·西圖帕提的表演。在金奈舉行的印度和英格蘭之間的測試賽上，阿什溫在此期間播放了〈老師登場〉一歌，並在準備上場時效仿維杰起舞；阿什溫、庫迪普·亞達夫及哈迪克·潘迪亞在2021年2月19日發表了跳起〈老師登場〉舞蹈的影片，迅速在網上流傳。〈老師登場〉引起了廣大反響，許多印度名人都錄製影片跳起了這支舞，並在社群媒體上瘋傳，如希爾柏·謝迪、娜兹莉亚·那齐姆、瓦拉拉克斯米·薩拉特庫馬爾和珍妮麗亞·狄索薩。板球運動員哈爾巴揚·辛格在拍攝自己的電影首作《友誼》（2021年）時重現了此起肩舞步，大衛·華納也跳過這支舞。蘇雷什·雷納在2021年3月7日舉行的金牌頒獎典禮上對這首歌進行了演繹，在此被導演洛克希封為「全球體育界靈感偶像」（The Global Icon of Inspiration: Sports）。
鑒於《麻辣教授》的成功，許多北印度放映商建議寶萊塢在疫情後發行他們的電影。許多消息來源報導稱，《麻辣教授》無論票房收入如何，都將憑藉「拯救戲院業」而聞名。在印度和英格蘭之間的首場測試賽於2017年舉行之前，ESPNcricinfo網站為板球相關消息來源發表了一篇針對本片及院線上映計畫的期待文章。泰米爾納德邦的戲院老闆聲稱，雖然戲院業務有所復甦，但《麻辣教授》之後發行的電影因內容不吸引人且缺乏宣傳，沒有一部的商業表現能比肩本片。本片在2021年6月IMDb網站的「最受歡迎印度電影及網路劇」榜單中名列前茅。《印度快報》將《麻辣教授》評入2021年上半年發行的「最佳泰米爾語電影」榜單中。

## 翻拍
電影上映一天後，北印度發行商對《麻辣教授》的影響印象深刻，有意進行印地語翻拍。恩德莫爾閃耀集團和穆拉德·赫塔尼（Murad Khetani）購買了本片的印地語翻拍權。翻拍版將由恩德莫爾閃耀、電影1製片室（Cine1 Studios）及七幕製片室共同製作，七幕製片室也是原版電影的共同製作兼發行商。

## 備註
1. 1 2  據《印度快報》的報導，本片的票房為22億盧比[4]，Box Office India網站的數據顯示則為23億盧比[5]，《今日印度》稱本片票房為25億盧比[6]，而The News Minute網站所提供的數字為30億盧比[7]。

## 外部連結
- 互联网电影数据库（IMDb）上《麻辣教授》的资料（英文）